# 奧姆斯比縣
奧姆斯比縣（英語：Ormsby County）是美国内华达州的縣，於1861年成立。縣治卡森城，1969年4月1日，奧姆斯比縣以及卡森城正式合併為獨立市。